# کوبییه (مالو تسرنیچه)
کوبییه (به صربی: Kobilje) یک منطقهٔ مسکونی در صربستان است که در مالو تسرنیچه واقع شده‌است. کوبییه ۹۳۰ نفر جمعیت دارد.